# Felipe Souza
Felipe Souza Ferreyra (Ferros, 21 maggio 1998) è un calciatore brasiliano, attaccante svincolato.

## Carriera
Cresciuto nelle giovanili dell'Atlético Mineiro, ha giocato nella prima divisione cilena, in quella greca ed in quella albanese.